# 湯原ダム
湯原ダム（ゆばらダム）は、岡山県真庭市に存在する一級河川・旭川本川上流部に建設されたダムである。

## 概要
中国電力と岡山県の共同事業で建設された重力式コンクリートダムであり、洪水調節および発電を目的とする多目的ダムである。旭川総合開発事業と電力供給事業の一環として1949年（昭和24年）に立案され、1952年（昭和27年）2月に着工となり、74億円の費用と延人員260万人を動員して1955年（昭和30年）3月に竣工した。
ダムによって形成された人造湖は湯原湖（ゆばらこ）と命名された。面積455haは中国地方最大であり、平成の大合併以前の旧湯原町・旧中和村・旧八束村に跨る。

## 発電所
ダムの約600m上流側には取水塔が設けられており、ここから取り入れられた貯水はダムの下流にある湯原第一発電所に送られ、最大出力26,600kWの発電を行っている。同発電所から放水された水は再び旭川と合流し、下流に存在する社口ダムから真庭市草加部の湯原第二発電所へ送られ、最大出力23,700kWの発電を行っている。
また、ダム直下には湯原えん堤発電所が設置されており、常時0.8m³/sの放流水を利用して最大出力360kWの発電を行っている。

## 周辺
下流には湯原温泉街が広がっており、湯原ダムの下には露天風呂番付で西の横綱にランク付けされた露天風呂「名泉砂湯」が存在する。湯原ダムが大雨による増水で放流が実施されたため、この露天風呂をはじめ泉源が一時的に水没し、湯原温泉地内の旅館やホテルへの配湯が停止されたことがある。
最寄りのアクセスは国道313号、岡山県道322号中福田湯原線になる。ダムの天端を通る道路は県道322号の一部になっており、対岸へ渡れる。

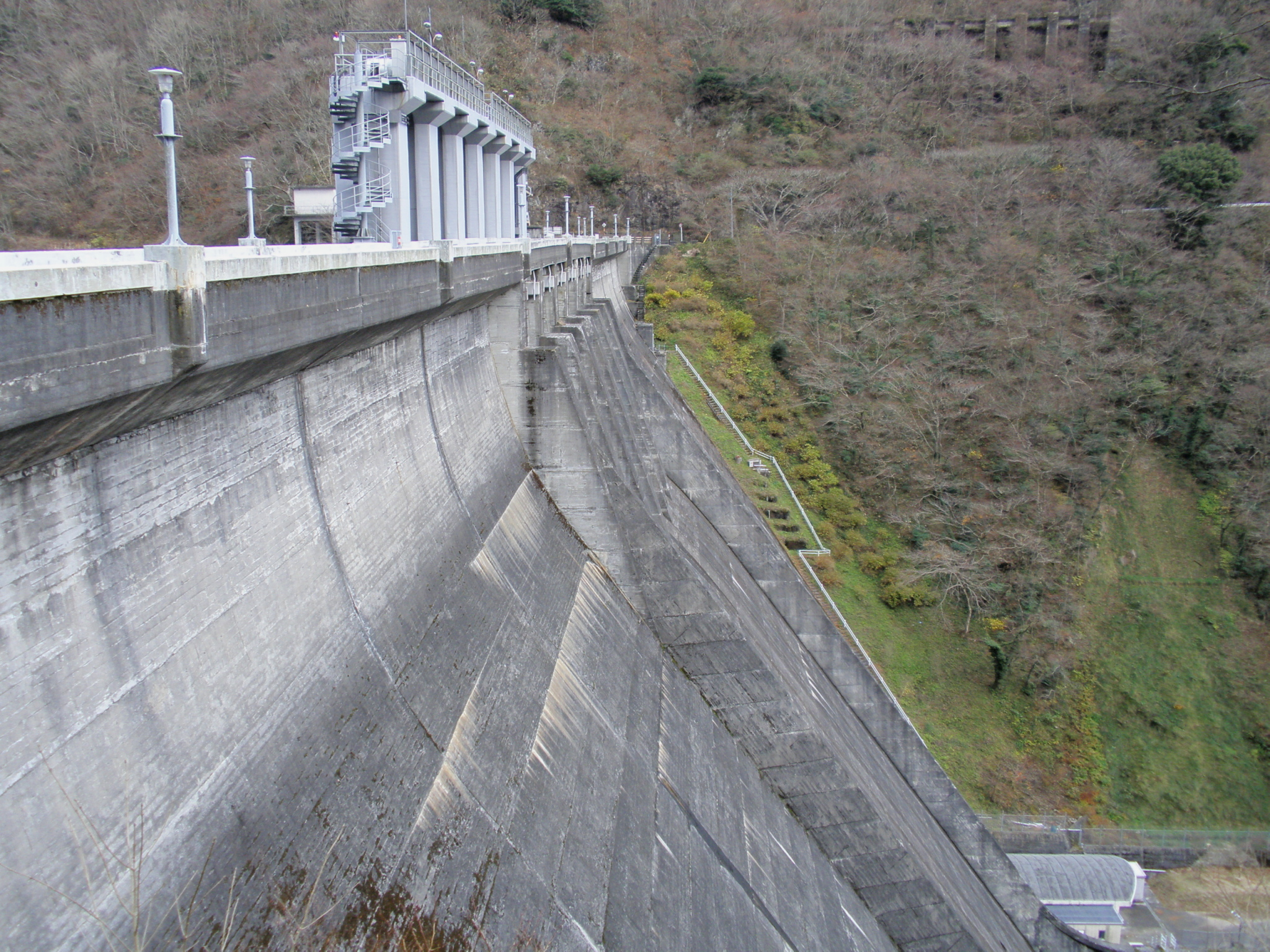
右岸より
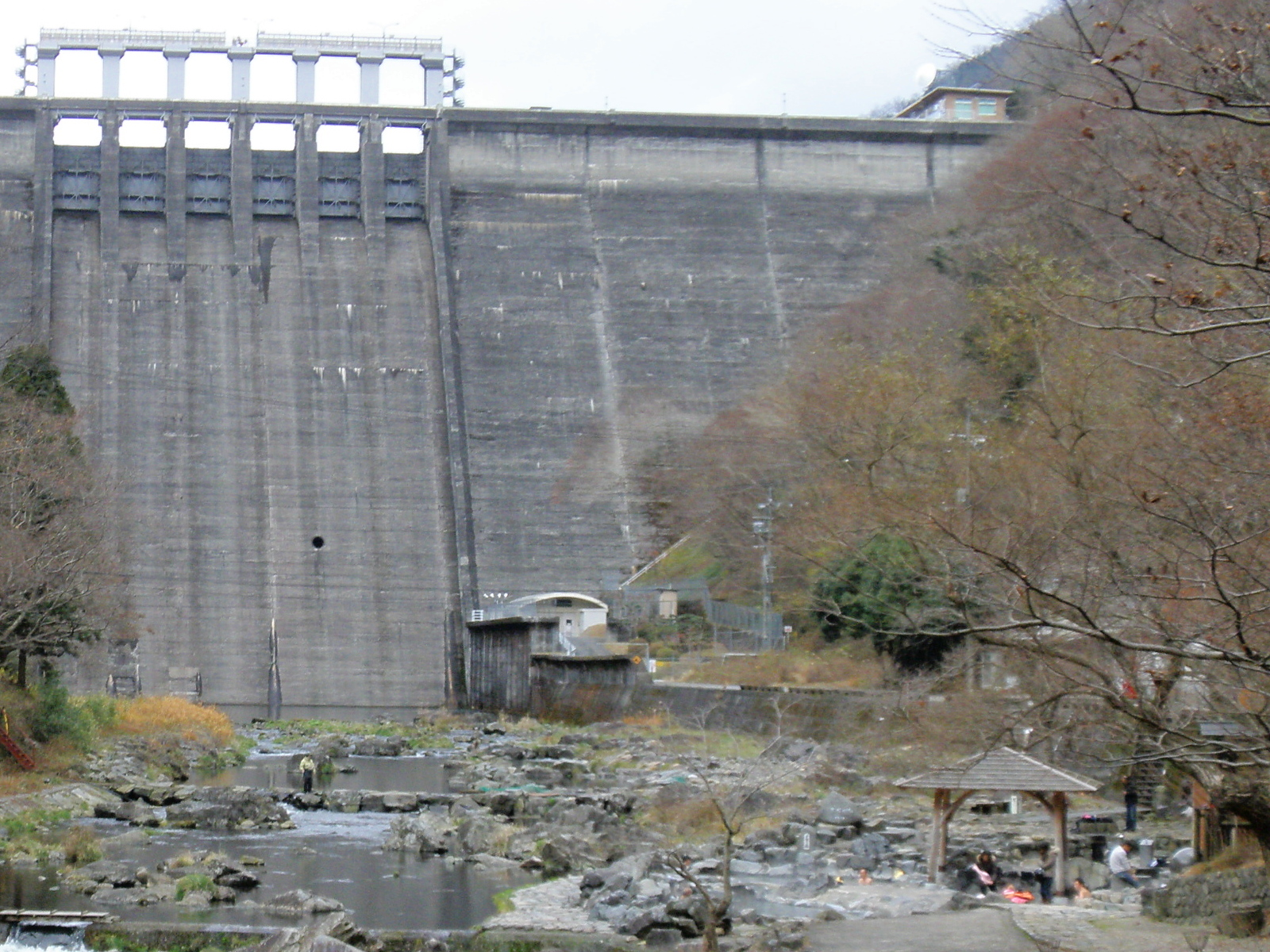
ダムと「名泉砂湯」
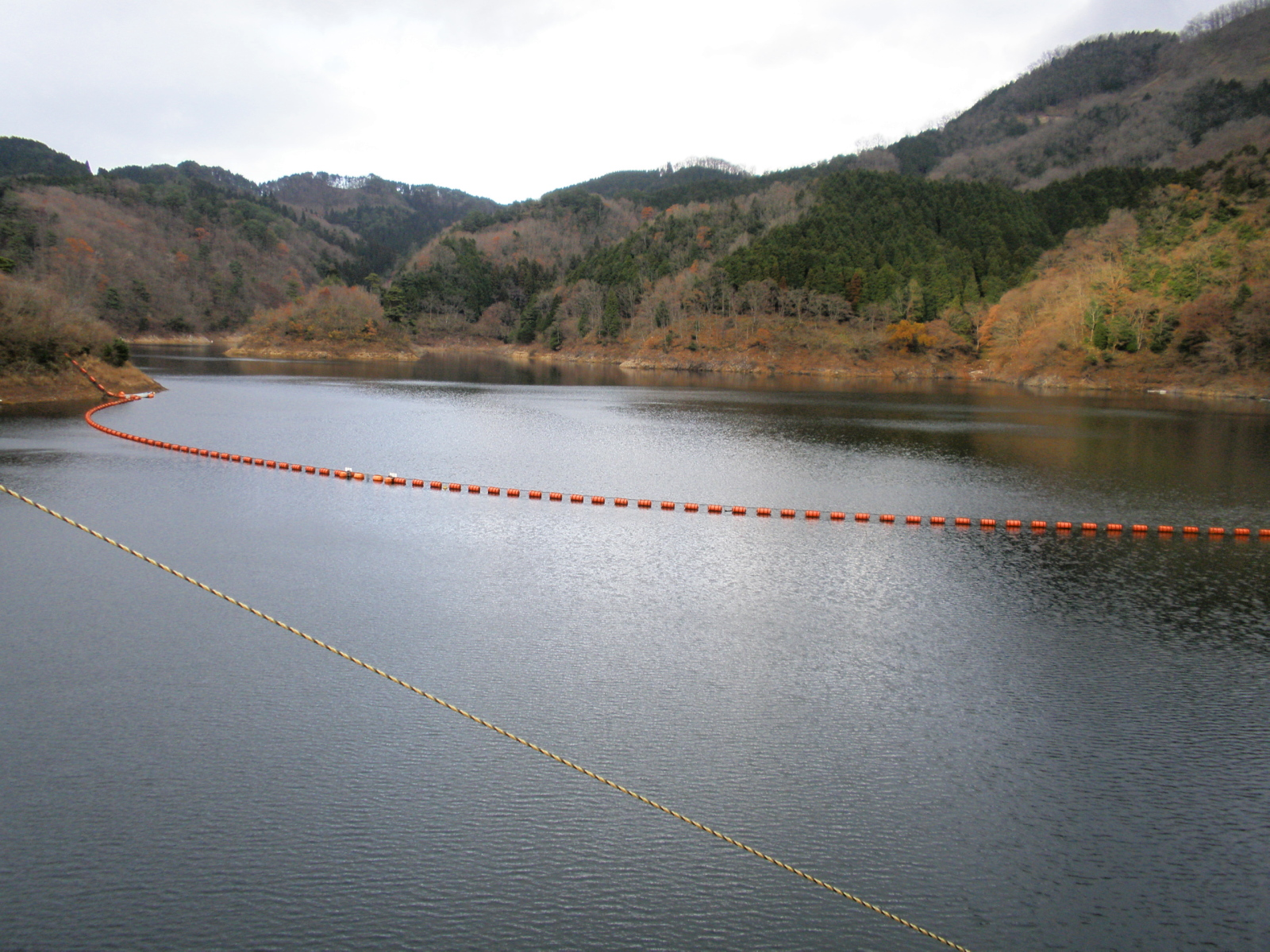
湯原湖
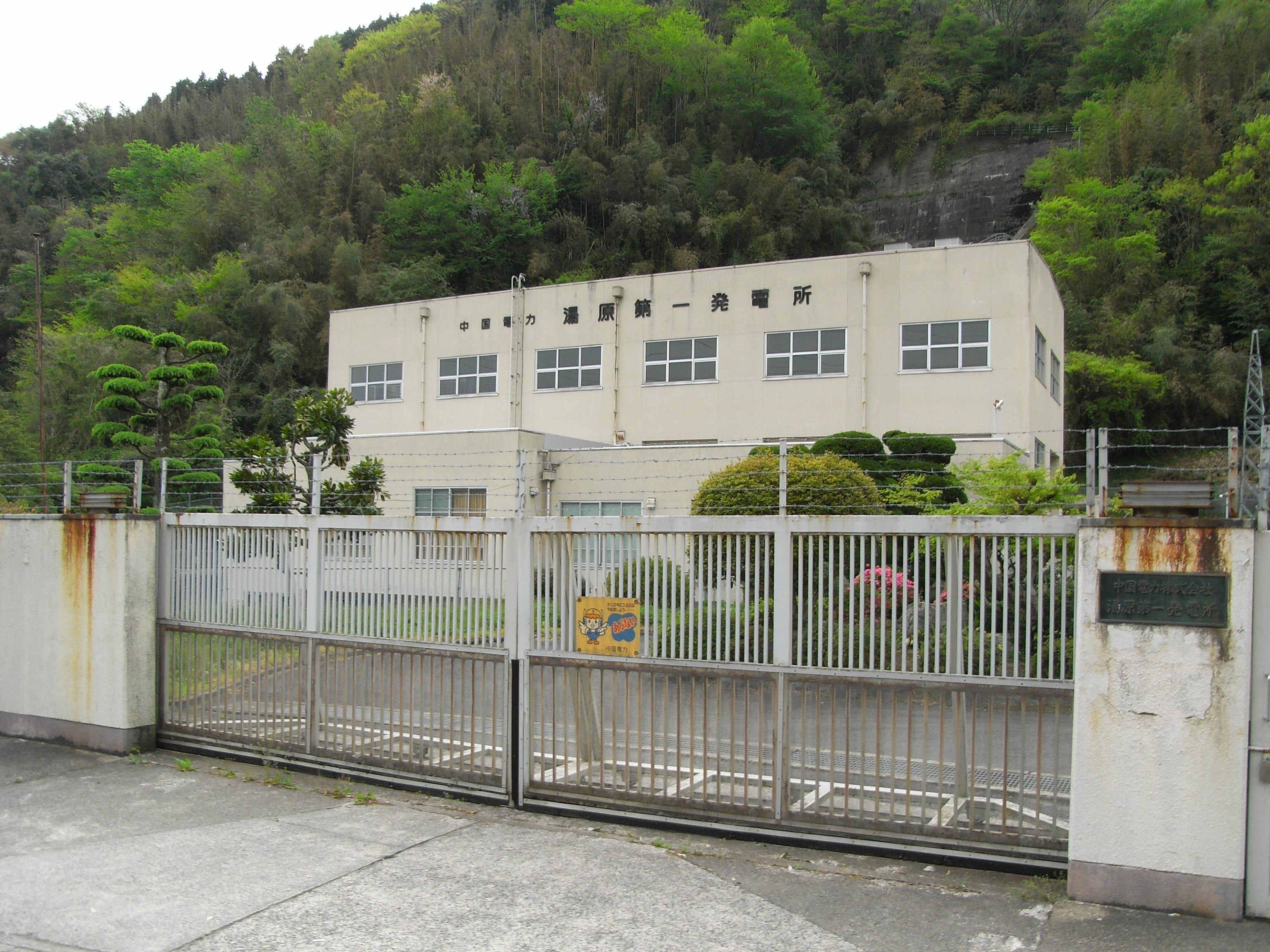
湯原第一発電所